# Heliodoro de Alexandria
Heliodoro de Alexandria (ou (em grego) - Ἡλιόδωρος ὁ Ἀλεξάνδρεῖος), foi um filósofo neoplatônico, representante da escola de Alexandria, que viveu no século V. Ele era filho de Edésia e Hérmias e irmão de Amônio de Hérmias, escolarca da escola de Alexandria.

## Biografia
O pai de ambos, Heliodoro e Amônio, Hérmias, morreu deixando-os ainda muito jovens, e sua mãe, Edésia, foi quem educou a ambos até que atingissem uma idade que permitisse que ambos pudessem frequentar  uma escola de filosofia. Quando chegaram à idade adulta, Edésia acompanhou os filhos até Atenas, de onde ela era proveniente e, lá estando, ambos foram educados na filosofia por Proclo, escolarca da escola de Atenas. Posteriormente, por volta de 475, voltaram para Alexandria, onde ambos tornaram professores de filosofia, Amônio foi lecionar Filologia e depois tornou-se diretor da escola, Heliodoro lecionou Filosofia.
Damáscio, o Ateniense, que foi aluno de Heliodoro, descreve-o como menos dotado que o irmão mais velho, e mais superficial em seu caráter e estudos.
Heliodoro não deve ser confundido com o autor de um comentário sobre a Astrologia de Paulus Alexandrinus que foi escrito depois de 564 e que é atribuído a Heliodoro.